# Porpacella
Porpacella är ett släkte av insekter. Porpacella ingår i familjen spottstritar.
Kladogram enligt Catalogue of Life:
| Porpacella | \| \| Porpacella conspurcata \| \| \| \| \| \| Porpacella tetraspila \| \| \| \| \| \| Porpacella xanthomelas \| \| \| \| |
|            | \| \| Porpacella conspurcata \| \| \| \| \| \| Porpacella tetraspila \| \| \| \| \| \| Porpacella xanthomelas \| \| \| \| |
|            | Porpacella conspurcata |
|            | |
|            | Porpacella tetraspila |
|            | |
|            | Porpacella xanthomelas |
|            | |